# Diaradougou
Diaradougou är en ort i Burkina Faso.   Den ligger i provinsen Province du Houet och regionen Hauts-Bassins, i den västra delen av landet, 300 km väster om huvudstaden Ouagadougou. Diaradougou ligger 319 meter över havet och antalet invånare är 1 548.
Terrängen runt Diaradougou är platt. Runt Diaradougou är det ganska tätbefolkat, med 239 invånare per kvadratkilometer.. Det finns inga andra samhällen i närheten. 
Omgivningarna runt Diaradougou är en mosaik av jordbruksmark och naturlig växtlighet.